# Departamento de Tafí del Valle
Departamento de Tafí del Valle är en kommun i Argentina.   Den ligger i provinsen Tucumán, i den norra delen av landet, 1 100 km nordväst om huvudstaden Buenos Aires.
Trakten runt Departamento de Tafí del Valle består i huvudsak av gräsmarker. Runt Departamento de Tafí del Valle är det ganska glesbefolkat, med 36 invånare per kvadratkilometer.